# 鈴木奈都
鈴木 奈都（すずき なつ、1974年8月18日 - ）は、日本のお笑い芸人。元・お笑いコンビ「麦芽」のツッコミ担当であった。2018年5月から2019年4月まではコンビ「世田谷フレンズ」のメンバー。
東京都世田谷区出身。太田プロダクション所属。元相方は小出真保（麦芽時代）、加藤憲（世田谷フレンズ時代）。山脇学園高等学校卒業、多摩美術大学大学院美術研究科日本画専攻修士課程修了。身長158cm。

## 来歴・人物
- かつてはガールズバンドのボーカルとしても活動していた[3]。
- 麦芽結成前にも、ピン芸人として活動していた時もあり、その時の芸にはSM漫談などがあった[3]。ピン芸人としての芸名には『鈴木なんこつ』があった。
- 2005年1月〜2012年末まで、麦芽のメンバーとして活動。
- 本人も『般若のような顔』[4]と言ったことがあるような、相方の丸めの顔とは対照的な顔が特徴で、ネタでもその顔についていじられることがある。
- 野球観戦が趣味。親戚に山村善則選手（現福岡ソフトバンクホークス打撃コーチ）がいる縁で、南海時代からの福岡ソフトバンクホークスファン[5]。
- 美術大学卒であることから、水墨画が特技。
- 芸能人女子フットサルチーム「YOTSUYA CLOVERS」に所属（背番号は『9』）していたが、2006年12月29日のファンイベントをもって退団した。
- 2006年7月29日放送のJUNK 交流戦スペシャルに大物ゲストとして出演。
- 2007年10月20日放送の『王様のブランチ』（TBSテレビ）で、相方の小出が初めて優香のモノマネを本人の前で披露したとき、鈴木も同じく『王様のブランチ』レギュラー出演者のLiLiCoのモノマネを披露していた。小出の物真似ネタは鈴木が考案したものだったという[6]なお、他の物真似レパートリーには江角マキコ、寺島進、松野明美、高畑淳子[7]、千堂あきほ[8]。小泉今日子、伊調馨[9]などがある。
- ピンネタには、バブル時代のボディコンのような衣装で、踊りながら漫談を行うというもの、和服の衣装で踊りながら熟女のあるあるネタを言っていき、合間に「ジュクジュク熟女」というセリフを入れていく、といったものなどがある。
- 犬好きで、11歳のときから犬を飼い続けている（しかし、元相方の小出は以前から犬嫌いではあったものの、近年は姪が柴犬を飼い始めたことにより犬嫌いを克服した）[10]。
- 出演者が30歳代後半〜40歳代の女性芸人限定のライブ『ババア流星群』を、イーちゃん（マリア）と共に主催している（第1回は2013年3月20日。この回は姉御ぉゆりかも主催者に名を連ねていた）[11]。2016年2月12日放送の『ツギクルもん』（フジテレビ）では、この二人と八幡カオル、あぁ〜しらき、ウメ、Satomi、牧野ステテコとの7人ユニット「ババア流星群」として出演した。
- かつてスナックに勤務していた経験を買われ、玉袋筋太郎が都内で経営する『スナック玉ちゃん』のスタッフとして（元相方の小出とともに）働いている。
- 2017年12月24日に東京・新宿バティオスで開催された、ケン・カトウ（元エレファントジョン）が新たな相方を探すライブ「ケン・カトウとあたらしい5人」にて与座よしあき（元ホーム・チーム）、せとたけお（元ツィンテル）、坂本崇裕（元ドリーマーズ）、チャンス大城と鈴木の5人の候補[12]の中から審査の結果鈴木が選ばれ、2018年3月からカトウとコンビ「ムーンライト」を組み、この時点ではまだ“お試し”ではあったが、これ以後はこのコンビでの出演が主となっていた[13]。そして同年5月、カトウと正式にコンビ結成を発表、コンビ名は改めて「世田谷フレンズ」とした（これに伴い、カトウはプロダクション人力舎から太田プロへ移籍となっている）[14]。
- 世田谷フレンズは2019年4月2日を以って解散、鈴木は「体調不良と人生修業も兼ねて休業」することを自分のTwitterで発表した[15]。世田谷フレンズとして最後のライブ出演は、解散日当日に出演した『せたふれのむねかり』（東京・しもきたドーン）だった[16]。
- 2020年末頃より、徐々に活動を再開している[17]。
- 2022年3月26日、東京・三軒茶屋に大衆居酒屋「居酒屋なっちゃん」を開店[18]。

## 出演

### テレビ
- 女神のマルシェ（日本テレビ）
- 買キング（日本テレビ）
- ナニコレ珍百景・特別編（テレビ朝日、2012年8月18日）
- ライオンのごきげんよう（フジテレビ、2013年4月22日）
- ワラリズム（フジテレビ、2013年6月29日）
- 土曜ワイド劇場・森村誠一の終着駅シリーズ27（テレビ朝日、2013年9月28日）
- 新春!レッドカーペット（フジテレビ、2014年1月1日） - キャッチコピーは「カーペットに舞い降りた熟女」
- 新春大売り出し! 新春さんまのまんま（フジテレビ、2014年1月2日） - 「今田耕司のオススメ芸人」コーナー出演
- おはスタ（テレビ東京、2014年1月13日） - 「ひなこ姫を起こせ!」に出演
- はなまるマーケット（TBS、2014年1月24日）
- ダウンタウンのガキの使いやあらへんで!!（日本テレビ、2014年1月26日） - 『山-1グランプリ』出演
- 前略、西東さん（中京テレビ、2015年1月31日）
- 中居正広の金曜日のスマたちへ（TBS、2015年7月31日）- 再現VTRの松野明美役[19]
- PON!（日本テレビ）- 2015年12月7日、12月11日「お笑い数うちゃPON!」コーナー
- ものまねグランプリ（日本テレビ）- 2015年12月15日（この回は、デルピエロ山口出演のパートで、小泉今日子の物真似で出演[20]）、2016年4月5日、2016年12月15日
- ツギクルもん（フジテレビ）- 2016年2月12日、「ババア流星群」のメンバーとして出演
- とんねるずのみなさんのおかげでした・博士と助手〜細かすぎて伝わらないモノマネ選手権〜（フジテレビ）- 2016年3月24日、第22回 初出演
- ビートたけしのフランスは本当に勲章をくれたのかTV（TBS）- 2016年12月26日深夜
- 有吉ベース（フジテレビONE）- 不定期出演
麦芽時代の出演については、麦芽 (お笑い)#出演を参照。